# حمام قیر و کارزین
بقایای حمام قیرو کارزین مربوط به سده‌ها میانه دوران‌های تاریخی پس از اسلام است و در شهرستان قیر و کارزین، شهر قیر، ابتدای جاده قیر به خنج، سمت راست جاده واقع شده و با شمارهٔ ثبت ۲۶۶۵۴ به‌عنوان یکی از آثار ملی ایران به ثبت رسیده است.